# Jennifer Brady
Jennifer Brady (ur. 12 kwietnia 1995 w Harrisburgu) – amerykańska tenisistka, finalistka Australian Open 2021 w grze pojedynczej.

## Kariera tenisowa
W ciągu kariery wygrała cztery singlowe i pięć deblowych turniejów rangi ITF. 22 lutego 2021 zajmowała najwyższe miejsce w rankingu singlowym WTA Tour – 13. pozycję. 19 sierpnia 2019 osiągnęła najwyższą lokatę w deblu – 44. miejsce.
W 2020 roku zwyciężyła w zawodach WTA Tour w Lexington, pokonując w finale Jil Teichmann wynikiem 6:3, 6:4.
W 2021 roku osiągnęła finał Australian Open w grze pojedynczej. W meczu mistrzowskim przegrała z Naomi Ōsaką wynikiem 4:6, 3:6. W Stuttgarcie po raz pierwszy triumfowała w zawodach gry podwójnej. Razem z partnerującą jej Ashleigh Barty pokonały w finale Desirae Krawczyk i Bethanie Mattek-Sands 6:4, 5:7, 10–5.

## Historia występów wielkoszlemowych
Legenda
     W, wygrany turniej
     F, przegrana w finale
     SF, przegrana w półfinale
     QF, przegrana w ćwierćfinale
     xR, przegrana w x rundzie
     Qx, przegrana w x rundzie kwalifikacji
     A, brak startu
     NH, turniej nie odbył się

### Występy w grze pojedynczej
| Australian Open        | A | A | A   | A   | A   | A   | 4R | 1R  | Q3 | 1R | F  | A | A  | 0 / 4  | 9 – 4   |  |  |  |  |  |  |  |  |  |  |  |
| French Open            | A | A | A   | A   | A   | Q3  | 1R | 2R  | 2R | 1R | 3R | A | A  | 0 / 5  | 4 – 5   |  |  |  |  |  |  |  |  |  |  |  |
| Wimbledon              | A | A | A   | A   | A   | Q1  | 2R | 2R  | 1R | NH | A  | A | A  | 0 / 3  | 2 – 3   |  |  |  |  |  |  |  |  |  |  |  |
| US Open                | A | A | A   | Q1  | Q1  | Q3  | 4R | 1R  | 1R | SF | A  | A | 3R | 0 / 5  | 10 – 5  |  |  |  |  |  |  |  |  |  |  |  |
|                        |   |   |     |     |     |     |    |     |    |    |    |   |    |        |         |  |  |  |  |  |  |  |  |  |  |  |
| Ranking na koniec roku | – | – | 600 | 267 | 229 | 111 | 64 | 116 | 56 | 24 | 25 | – |    | 0 / 17 | 25 – 17 |  |  |  |  |  |  |  |  |  |  |  |

### Występy w grze podwójnej
| Australian Open        | A   | A | A    | A   | A   | A   | A   | QF | SF | QF | 2R | A | A  | 0 / 4  | 11 – 3  |  |  |  |  |  |  |  |  |  |  |  |  |
| French Open            | A   | A | A    | A   | A   | A   | 2R  | 3R | 1R | 2R | A  | A | A  | 0 / 4  | 4 – 4   |  |  |  |  |  |  |  |  |  |  |  |  |
| Wimbledon              | A   | A | A    | A   | A   | A   | 1R  | 2R | 2R | NH | A  | A | A  | 0 / 3  | 2 – 3   |  |  |  |  |  |  |  |  |  |  |  |  |
| US Open                | A   | A | A    | 1R  | A   | A   | 1R  | 2R | 1R | 1R | A  | A | SF | 0 / 6  | 5 – 6   |  |  |  |  |  |  |  |  |  |  |  |  |
|                        |     |   |      |     |     |     |     |    |    |    |    |   |    |        |         |  |  |  |  |  |  |  |  |  |  |  |  |
| Ranking na koniec roku | 714 | – | 1236 | 487 | 307 | 380 | 209 | 75 | 50 | 72 | 81 | – |    | 0 / 17 | 22 – 16 |  |  |  |  |  |  |  |  |  |  |  |  |

### Występy w grze mieszanej
| Australian Open | A | A | A | A | A  | A | A  | A | A  | A  | A | A | A | 0 / 0 | 0 – 0 |  |  |  |  |  |  |  |  |  |  |  |  |
| French Open     | A | A | A | A | A  | A | A  | A | A  | NH | A | A | A | 0 / 0 | 0 – 0 |  |  |  |  |  |  |  |  |  |  |  |  |
| Wimbledon       | A | A | A | A | A  | A | A  | A | 3R | NH | A | A | A | 0 / 1 | 1 – 1 |  |  |  |  |  |  |  |  |  |  |  |  |
| US Open         | A | A | A | A | 1R | A | 1R | A | 2R | NH | A | A | A | 0 / 3 | 1 – 3 |  |  |  |  |  |  |  |  |  |  |  |  |
|                 |   |   |   |   |    |   |    |   |    |    |   |   |   |       |       |  |  |  |  |  |  |  |  |  |  |  |  |
|                 |   |   |   |   |    |   |    |   |    |    |   |   |   | 0 / 4 | 2 – 4 |  |  |  |  |  |  |  |  |  |  |  |  |

## Finały turniejów WTA
| Legenda                     | Legenda |
| --------------------------- | ------- |
| Wielki Szlem                |         |
| Igrzyska olimpijskie        |         |
| WTA Tour Championships      |         |
| 2009 – 2020                 |         |
| WTA Premier Mandatory       |         |
| WTA Premier 5               |         |
| WTA Premier                 |         |
| WTA International Series    |         |
| WTA 125K series (2012–2020) |         |
| od 2021                     |         |
| WTA 1000 (obowiązkowe)      |         |
| WTA 1000 (nieobowiązkowe)   |         |
| WTA 500                     |         |
| WTA 250                     |         |
| WTA 125                     |         |

### Gra pojedyncza 2 (1–1)
| Końcowy wynik | Nr | Data             | Turniej         | Nawierzchnia | Przeciwniczka | Wynik finału |
| ------------- | -- | ---------------- | --------------- | ------------ | ------------- | ------------ |
| Zwyciężczyni  | 1. | 16 sierpnia 2020 | Lexington       | Twarda       | Jil Teichmann | 6:3, 6:4     |
| Finalistka    | 1. | 20 lutego 2021   | Australian Open | Twarda       | Naomi Ōsaka   | 4:6, 3:6     |

### Gra podwójna 1 (1–0)
| Końcowy wynik | Nr | Data             | Turniej   | Nawierzchnia   | Partnerka      | Przeciwniczki                          | Wynik finału   |
| ------------- | -- | ---------------- | --------- | -------------- | -------------- | -------------------------------------- | -------------- |
| Zwyciężczyni  | 1. | 25 kwietnia 2021 | Stuttgart | Ceglana (hala) | Ashleigh Barty | Desirae Krawczyk Bethanie Mattek-Sands | 6:4, 5:7, 10–5 |

## Finały turniejów WTA 125K series

### Gra pojedyncza 1 (0–1)
| Końcowy wynik | Nr | Data         | Turniej      | Nawierzchnia | Przeciwniczka     | Wynik finału  |
| ------------- | -- | ------------ | ------------ | ------------ | ----------------- | ------------- |
| Finalistka    | 1. | 3 marca 2019 | Indian Wells | Twarda       | Viktorija Golubic | 6:3, 5:7, 3:6 |

### Gra podwójna 1 (0–1)
| Końcowy wynik | Nr | Data         | Turniej      | Nawierzchnia | Partnerka  | Przeciwniczki                    | Wynik finału |
| ------------- | -- | ------------ | ------------ | ------------ | ---------- | -------------------------------- | ------------ |
| Finalistka    | 1. | 3 marca 2018 | Indian Wells | Twarda       | Vania King | Taylor Townsend Yanina Wickmayer | 4:6, 4:6     |

## Wygrane turnieje ITF
| turnieje z pulą nagród 100 000 $ |
| turnieje z pulą nagród 75 000 $  |
| turnieje z pulą nagród 50 000 $  |
| turnieje z pulą nagród 25 000 $  |
| turnieje z pulą nagród 15 000 $  |
| turnieje z pulą nagród 10 000 $  |

### Gra pojedyncza
|    | Data       | Turniej              | Naw.    | Przeciwniczka   | Wynik    |
| 1. | 13/09/2014 | Redding              | Twarda  | Lauren Embree   | 6:2, 6:1 |
| 2. | 18/10/2015 | Rock Hill            | Twarda  | Andrea Gámiz    | 7:5, 6:4 |
| 3. | 08/05/2016 | Indian Harbour Beach | Ceglana | Taylor Townsend | 6:3, 7:5 |
| 4. | 07/08/2016 | Granby               | Twarda  | Wolha Hawarcowa | 7:5, 6:2 |

### Gra podwójna
|    | Data       | Turniej      | Naw.      | Partnerka         | Przeciwniczki                   | Wynik          |
| 1. | 02/10/2011 | Wyspa Amelii | Ceglana   | Kendral Woodward  | Erin Clark Wen Xin              | 5:7, 6:1, 10–7 |
| 2. | 29/10/2011 | Montego Bay  | Twarda    | Nikola Hubnerová  | Ximena Hermoso Ivette López     | 6:3, 6:1       |
| 3. | 13/09/2014 | Redding      | Twarda    | Lauren Embree     | Alexandra Facey Kat Facey       | 6:3, 6:2       |
| 4. | 05/07/2015 | El Paso      | Twarda    | Alexa Guarachi    | Robin Anderson Maegan Manasse   | 3:6, 6:3, 10–7 |
| 5. | 07/06/2019 | Surbiton     | Trawiasta | Caroline Dolehide | Heather Watson Yanina Wickmayer | 6:3, 6:4       |